# Jan III. Sobieski
Jan III. Sobieski, kralj Poljske, veliki knez Litve, * 17. avgust 1629, Olesko, mestece blizu Lvova v Galiciji, † 17. junij 1696, Wilanów pri Varšavi.
Jan III. Sobieski je bil vladar poljsko-litvanske unije od leta 1674. Bil je odličen vojskovodja in organizator, ki je za kratek čas zadnjič dvignil Poljsko-Litvo v močno vojaško silo in jo obranil pred napadi Turkov. Najbolj odmevna je bila njegova zmaga nad Turki pred Dunajem (1683). Ni pa uspel notranje stabilizirati državo in vojsko. V drugem delu njegovega vladanja so ponovno prišle do izraza sredobežne tendence poljskega velikega plemstva, ki si ni želelo močnega kralja in močne države in se je za svoje koristi raje povezovalo s tujci.

## Mladost
Družina Sobieski je pripadala nižjemu rutenskemu (ukrajinskemu) plemstvu. Janov oče Jakob Sobieski (*1588, †1646) se je s službo na kraljevem dvoru povzpel na nivo visokega plemstva in ob koncu življenja napredoval na položaj kastelana v Krakovu, kar ga je uvrstilo med člane senata (zgornji dom poljskega parlamenta). Janova mati Zofia Teofillia Daniłowicz je bila vnukinja slavnega vojskovodje hetmana Stanisława Żółkiewskega.
Jan je otroštvo preživel v Żółkiewu (Žovkva). Leta 1643 je končal šolanje na Novodvorskem kolegiju v Krakovu in leta 1646 diplomiral na filozofski fakuleteti Jagelonske univerze v Krakovu. Skupaj z bratom Markom je na poti po Evropi obiskal Leipzig, Antwerpen, Pariz, London, Leiden in Haag. Pri tem je srečal pomembne osebnosti, kot so bili Louis II. Condéjski, Karel II. Angleški, Viljem II. Oranski ter se naučil francosko, nemško, italijansko in latinsko.

## Hitro napredovanje v vojaški hierarhiji
Leta 1648 sta se z bratom vrnila domov in se ob vstaji Bogdana Hmelnickega kot prostovoljca pridružila poljsko-litvanski vojski. Jan se je odlikoval kot poveljnik oddelka konjenice, napredoval v vojaški hierarhiji in se ponovno izkazal v bitki pri Berestečku (1651). Kralj ga je kot člana diplomatske misije poslal v Istanbul, kjer se je naučil tatarskega in turškega jezika in se seznanil s turškim vojaškim izročilom in taktiko.
Po švedski invaziji na Poljsko (1655) se je skupaj z vojaško enoto, v kateri je sodeloval, predal švedskemu kralju Karlu X. in mu prisegel zvestobo. Marca 1656 je prestopil na stran poljskega kralja Jana II. Kazimirja in se boril pod poveljstvom hetmana Stefana Czarnieckega. Julija 1656 je v tridnevni bitki pri Varšavi poveljeval 2.000 tatarskim konjenikom. Čeprav močan podpornik francoske stranke, je med uporom Lubomirskega ostal zvest kralju, kar je pospešilo njegovo nadaljnjo vojaško kariero.
Leta 1665 se je poročil z Marie Casimire Louise de la Grange d'Arquien, dvorno damo poljske kraljice Marie Luise Gonsaga, napredoval v čin velikega maršala in naslednje leto v velikega hetmana kraljeve vojske.
Leta 1667 so se uprli Kozaki v poljskem delu Ukrajine (desni breg Dnepra). Njihov vodja, hetman Pjotr Dorošenko, je priznal vazalstvo turškemu sultanu in poklical na pomoč Krimske Tatare. Jan je oktobra 1667 na čelu poljske kraljeve vojske pri Podhajcih premagal združeno kozaško-tatarsko vojsko in se spomladi 1668 zmagovito vrnil v Varšavo.
Ob odstopu kralja Jana II. Kazimirja (1668) ga je njegova žena, ki so jo Poljaki imenovali Marysieńka, poskušala s svojimi francoskimi zvezami spraviti na poljski prestol, vendar ji načrt ni uspel. Poljsko plemstvo je spomladi 1669 izvolilo za kralja kandidata Habsburžanov, Mihaela Korybut Wiśniowieckega.
Novi kralj (tako kot njegov predhodnik) ni bil sposoben urediti razmer v državi: delo sejma (poljski parlament) je bilo zaradi blokad še naprej onemogočeno, državna blagajna je bila prazna, vojaki so se v zaščito svojih interesov združevali v posamezne vojaške zveze (konfederacije). V takšnih razmerah se država ni mogla upreti Turkom, ko so jo junija 1672 pod poveljstvom vezirja Köprülü Fazıl Ahmed paše napadli s 100.000 glavo vojsko. Po šestindvajsetdnevnem obleganju so zavzeli ključno poljsko trdnjavo Kamieniec Podolski in se približali Lvovu, ki je plačal odkupnino. Z mirom v Bučaču (oktober 1672) je Poljska-Litva izgubila Podolje in Braclavsko pokrajino ter pristala na plačevanje letnega tributa (priznala vazalstvo). To ponižanje je vendarle toliko streznilo poljsko-litovsko plemstvo, da je začasno opustilo medsebojne spore, odpovedalo sultanu dajatve in denar raje usmerilo v davek za oborožitev vojske. Poveljstvo vojske so poverili Janu Sobieskemu, ki je 11. novembra 1673 v bitki pri Hotinu dosegel še eno veliko zmago nad Osmani. Skoraj na isti dan je umrl kralj Mihael. Sijajna zmaga je Jana Sobieskega (kljub nasprotovanju pristašev Habsburžanov) maja 1674 ponesla na poljski prestol.

## Poljski kralj
Kot pristaš Francozov je Jan Sobieski junija 1675 v svoji rezidenci v Jaworowu sklenil z njimi tajni sporazum, po katerem naj bi Ludvik XIV. svoje turške zaveznike prepričal, da bi Poljski vrnili njena ukrajinska ozemlja in z njo sklenili mir; mir s Turčijo bi Sobieskemu omogočil, da bi se skupaj s Francozi bojeval proti Brandenburgu in Habsburžanom ter Poljski ponovno priboril tisti del Prusije, ki ga je izgubila med potopom.
Vendar so šli dogodki drugačno pot. Vojna s Turki se je v letih 1674-76 nadaljevala in se končala, ne z mirom kot je obljubljal Ludvik XIV., ampak le s premirjem v Żurawnu (oktober 1676), ki je bil za Poljsko-Litvo komaj kaj ugodnejši od tistega v Bučaču. Podolje s trdnjavo Kamieniec Podolski je še naprej ostalo pod turško oblastjo, Poljska je dobila nazaj le območje Biała Cerkiew.
Tudi na poljsko plemstvo, ki je bilo večinoma Francozom nenaklonjeno, Ludvik XIV. ni mogel niti želel vplivati in se je do Sobieskega vedel kot do svojega vazala. Mirovno pogodbo s Turčijo so odklanjali tudi Habsburžanom naklonjeni (in od njih podkupljeni) magnati (najbogatejši plemiči), ki so bili do kralja sovražno razpoloženi in so ga celo želeli odstaviti. Za nadaljevanje vojne z "neverniki" se je zavzemala tudi papeška diplomacija.
V takšnih okoliščinah in ob grozeči turški nevarnosti je Sobieski spremenil načrt. Dal je utrditi obzidji Krakova in Lvova ter 1. aprila 1683 sklenil zvezo s cesarjem Leopoldom I., po kateri sta se pogodbenika obvezala, da si bosta v stiski pomagala z vso vojaško močjo. Ko je pozno poleti 1683 ogromna osmanska vojska (kakih 150 tisoč mož ali še več) pod poveljstvom velikega  vezirja Kara Mustafa Paša obkolila Dunaj, je Sobieski mestu prihitel na pomoč s 25.000 možmi. Ker je imel med vojaškimi poveljniki, ki so prišli Dunaju na pomoč, najvišji čin, je prevzel vrhovno poveljstvo nad vojsko 75.000 mož in dosegel 12. septembra 1683 na Kahlenbergu briljantno zmago nad Turki. Cesar Leopold I., ki se je z dvorom umaknil v Passau, se je po zmagi vedel do Sobieskega in Poljakov izredno oholo in žaljivo, med tem ko je vsa Evropa občudovala in slavila zmago poljskega orožja.

## Po zmagi na Dunaju
Jan Sobieski je skupaj za avstrijsko vojsko 9. oktobra 1683 dosegel še eno zmago nad Turki ob Donavi pri Parkanih (danes slovaško Štúrovo ob madžarski meji); dva dni prej je bil skoraj ob življenje, ko je poljska predstraža, ki ji je poveljeval, padla v turško zasedo.
Leta 1684 je pod pritiskom papeške diplomacije pristopil k sveti ligi, t j poljsko-avstrijsko-beneško-papeški zvezi, ki jo je organiziral papež Inocenc XI.
Sobieski je bil v nadaljnjih bojih proti Turkom (1684-91), v katerih je želel osvoboditi Podolje, Moldavijo in Vlaško in iz njih narediti vladavino za svojega najstarejšega sina Jakoba, v glavnem neuspešen. Avstrija, ki ni želela, da se okrepi vpliv Poljske na jugu, mu pri tem ni prav nič pomagala. Zato je iskal vojaško pomoč pri Rusih, ki so se tudi borili proti Turkom. Leta 1686 je sklenil z njimi večni mir, v katerem se je v korist Rusije dokončno odrekel Kijevski pokrajini (ki jo je Poljska leta 1667 z mirom v Andrusovu Rusiji prepustila le začasno). S Turki pa mu miru ni uspelo skleniti.

## Ob koncu
Kljub temu da Sobieskemu ni uspelo skleniti miru z Osmanskim cesarstvom, je s svojo vojaško in organizacijsko spretnostjo uspel ubraniti Poljsko-Litvo pred Turki, pa čeprav so ga pri tem plemstvo in sejm ves čas ovirali. Uspel je tudi reorganizirati in posodobiti vojsko, okrepiti topniške enote in vpeljati nove taktike bojevanja.
Manj uspešen je bil v notranjih zadevah. Popolnoma so neuspeli vsi njegovi poskusi, da bi okrepil položaj krone in stabiliziral vojsko. Po veliki zmagi leta 1683 so plemiči kazali malo zanimanja za obrambo dežele in litovski magnati so se raje bojevali med seboj kot s Turki.
Sobieski je bil v zadnjih letih življenja pogosto resno bolan. Sporom s plemiči, ki so bili stalnica njegovega vladanja, so se pridružili spori v družini; najstarejši sin Jakob je bil v sporu z materjo in mlajšima bratoma (po Janovi smrti so na volitvah novega kralja tudi nastopali eden proti drugemu). Uspešna je bila edino poroka hčere Kunegunde z bavarskim volilnim knezom Maksimilijanom II. Emanuelom (1694). Kljub vsemu pa je premoženje vladarskega para kar naprej raslo; znala sta pridobivati denar na račun prodaje služb in časti, tako da je kralj zapustil veliko bogastvo.
Sobieski je velike vsote denarja porabil za svoje rezidence v Żółkiewu in Jaworówu in še posebej za dvorec Wilanów blizu Varšave, lep primerek baročne arhitekture. Bil je mecen pesnikov in slikarjev. Med vsemi poljskimi vladarji 17. stoletja je bil najbolj izobražen in najbolj se je zanimal za literaturo in kulturno življenje. Ker sta bila z ženo pogosto ločena - on na fronti, ona na poteh po Franciji - ji je Jan pisal dolga pisma, ki so zelo zanimiv in pomemben zgodovinski vir; njena pisma se niso ohranila.
Po enem letu brezvladja je Jana III. Sobieskega nasledil saški volilni knez Friderik Avgust I., ki si je kot poljski kralj nadel ime Avgust II.